# Geconsolideerde jaarrekening
Een geconsolideerde jaarrekening is de jaarrekening van een concern, waarin de balansen, winst-en-verliesrekeningen en soms ook kasstroomoverzichten van een moedermaatschappij tezamen met de dochterondernemingen als één geheel worden weergegeven. De consolidatie kan plaatsvinden wanneer de moedermaatschappij meer dan 50% van de aandelen c.q. stemrechten in handen heeft.

## Samenvoeging
Bij de consolidatie gaat het niet alleen om het optellen van posten, maar ook om dubbeltellingen te vermijden. Hiertoe wordt met eliminatieposten gewerkt. Veel voorkomende posten zijn: 
1. De deelneming bij de moeder wordt weggeboekt tegen het eigen vermogen bij de dochter;
2. Onderlinge vorderingen en schulden worden tegen elkaar weggeboekt;
3. Posten als debiteuren en crediteuren worden tegen elkaar weggeboekt.
4. Posten als te vorderen dividend en te ontvangen dividend worden weggeboekt.
5. Onderlinge winsten op verkoop van voorraden van moeder aan dochter of andersom worden geëlimineerd.

Bij het boekhoudkundig elimineren van onderlinge winsten op in het concern verkochte goederen wordt een drietal theorieën onderscheiden:
1. Eenheidstheorie (er wordt steeds voor 100% weggeboekt, ook al heeft de moeder niet alle aandelen van de dochter in handen)
2. Belangentheorie (er wordt alleen onderlinge winst weggeboekt voor zover de moeder aandeelhouder is, dus bij een 80% dochter wordt ook 80% van de onderlinge winst weggeboekt)
3. Theorie van Bödeker (er wordt volgens de Belangentheorie weggeboekt, en voor de winst van andere aandeelhouders wordt een post minderheidsbelang of belang van derden opgevoerd).

## Nederlandse wetgeving
De geconsolideerde jaarrekening staat naar Nederlands recht beschreven in het Jaarrekeningenrecht van Boek 2 van het Burgerlijk Wetboek. De wetgeving over consolidatie is te vinden in Afdeling 13, artikelen 405-414. Het gaat hier om dwingend recht: de wetgeving is verplicht.

## Belgische wetgeving
De verplichting inzake de neerlegging van de jaarrekening zijn overeenkomstig van toepassing op de vennootschappen die een geconsolideerde jaarrekening dienen op te maken en neer te leggen (art. 121 W.Venn.). Omdat de geconsolideerde jaarrekening moet voorgelegd worden aan de algemene vergadering van de consoliderende vennootschap op hetzelfde ogenblik als de statutaire jaarrekening, is ook de neerleggingstermijn dezelfde.
Intermediaire moedervennootschappen die genieten van de vrijstelling van subconsolidatie (art. 113 W.Venn), moeten de geconsolideerde jaarrekening van de "hogere" moedervennootschappen neerleggen, de informatie van het geconsolideerde jaarverslag en het controleverslag over de geconsolideerde jaarrekening. Indien de "hogere" moeder geen Belgische vennootschap is, moet haar geconsolideerde jaarrekening worden opgemaakt of vertaald in de taal of in een van de talen waarin de vrijgestelde vennootschap haar jaarrekening moet opmaken.

## Naslagwerk
- Blommaert, J.M.J. Consolidatie-alternatieven en de functie van de geconsolideerde jaarrekening, Maandblad voor Accountancy en Bedrijfseconomie, pp.230-239 (1996)